# Bathyraja meridionalis
Bathyraja meridionalis is een vissensoort uit de familie van de Arhynchobatidae. De wetenschappelijke naam van de soort is voor het eerst geldig gepubliceerd in 1987 door Stehmann.